# チェルル (マーシア王)
チェルル（Cearl、生没年不詳）は七王国時代、7世紀のマーシアの王（在位：606/15年‐626年頃）。彼の時代から半世紀後に生まれた史家ベーダ・ヴェネラビリスが記した『イングランド教会史』において、最初にその名が言及されるマーシア王として知られる。正確な在位は分からないが、恐らくは606年頃から626年頃までと思われる。
マーシアに隆盛をもたらしたペンダの先王として知られるが、自らもノーサンブリアの従属に甘んじていたマーシアに独立をもたらした可能性が指摘されている。

## 概説

### 出自
チェルルの出自は分かってはいない。少なくとも彼はマーシア王家の出自ではなく、12世紀の史家ハンティングドンのヘンリーは先王ピュバの息子ではなかったが、親族であったと書き残している。
ベーダの記述によれば、チェルルには娘が一人いた事が分かっている。娘はエドウィン（後のノーサンブリア王であり当事亡命の身であった）に嫁したクウェンブルホ(Cwenburh)であり、オスフリス(Osfrith)とエアドフリス(Eadfrith)という二人の息子をもうけたと言う。

### マーシアの自立
この当時マーシアはノーサンブリアの従属国となっており、後代の王ペンダの時になってようやく独立を果たしたと9世紀の史書『ブリトン人の歴史(Historia Brittonum)』に書かれているが、現代の史家たちは、既にチェルルの治世の時点ではマーシアはまだノーサンブリアの支配下ではなく、恐らく後代になって従属国へと転じていったのではと考えている。チェルルは当時のノーサンブリア王エゼルフリスの政敵であったエドウィンに娘を嫁しており、もし仮にエゼルフリスが宗主であったならばチェルルはこのような敵対行動を決してしなかったはずだからである。しかし歴史家D.P.Kirbyの説では、マーシアは当時やはりノーサンブリアの影響下にあったものの、同時にチェルルは当時強大な力を持っていたイースト・アングリア王レドワルドの影響下にもあったためにこの婚儀を成立させる事ができたと説いている。

### ペンダとの関係
チェルルの後王位はピュバの息子ペンダに継がれた。王位交代の時期は分かってはいないが、633年以前（アングロサクソン年代記の記述が正しければ622年）の事であろうと考えられている。またチェルルとペンダがそのような縁戚関係にあったかも、ペンダとの政権交代がスムーズに行われたかも分かっていない。後に王となったペンダがノーサンブリア王となったエドウィンに対して敵対行動を取っている事からチェルルにとってペンダは政敵であった可能性もある。
またペンダは娘クウェンブルホの子でありチェルルの外孫となるエアドフリスを処刑しているが、これはペンダと彼とは敵対関係にあった根拠としてしばしば挙げられている。
これに対する反論として、エアドフリスの殺害は、彼がノーサンブリアの先王エドウィンの息子であるがために、これを脅威と見た次王オスワルドがペンダに圧力をかけて処刑させたと説明している。
もっともペンダにとってもエドウィンの息子エアドフリスは、オスワルドの対抗馬に操れるという利用価値はあったものの、それ以上に先王チェルルの外孫であるがために自分に対しての脅威となりうるという理由で殺害に及んだ可能性は十分にある。